# La Aurora (Elsheimer)
La Aurora (en alemán: Morgenlandschaft) es un cuadro realizado por el pintor alemán Adam Elsheimer. Mide 17 cm de alto y 22,5 cm de ancho, y está pintado al óleo cobre. Data aproximadamente de 1606 y se encuentra en el Herzog Anton Ulrich-Museum (Kunstmuseum des Landes Niedersachsen), en Brunswick (n.º inv. 549).

## Historia

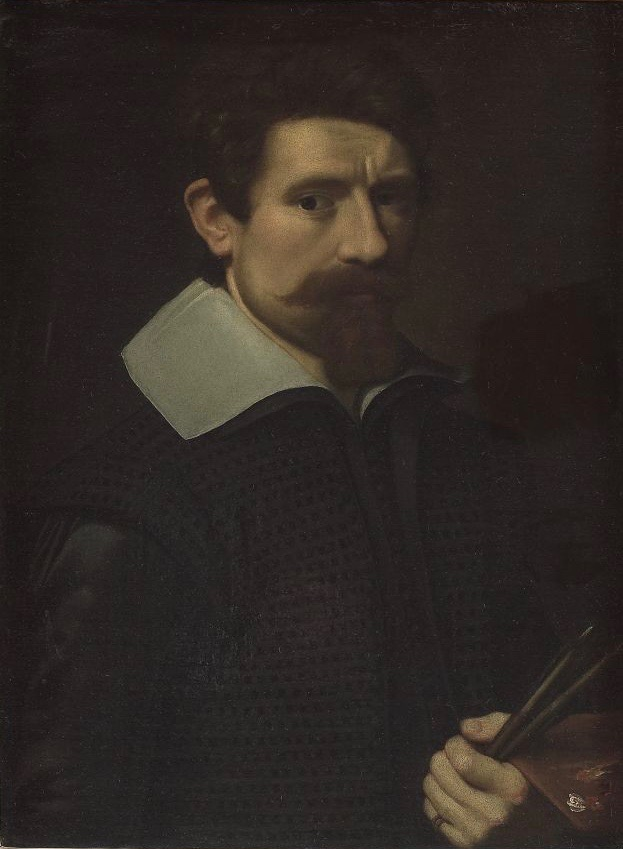
Adam Elsheimer

Adam Elsheimer (Fráncfort, 1578-Roma, 1610) fue un pintor alemán establecido en Italia en 1598, a los veinte años. Dedicado principalmente a la pintura de paisaje, pese a su escasa producción debido a su prematura muerte su obra fue precursora de una manera de entender el paisaje que tendría una fuerte influencia en el paisajismo barroco. Realizó numerosos paisajes, generalmente de pequeño tamaño y pintados al óleo sobre cobre. A menudo presentan una temática religiosa o mitológica, aunque las figuras tienen pequeño tamaño respecto al paisaje, que es el verdadero protagonista de sus obras. Su estilo evidencia una cierta influencia del tenebrismo de Caravaggio, así como de la pintura flamenca. Su obra influyó en Rubens, Claudio de Lorena y Rembrandt.
Elsheimer inició un estilo de paisaje de tipo tardomanierista, explotando los recursos poéticos que ofrece la luz iluminando todo un paisaje, así como los efectos sensacionales del alba y el crepúsculo. El artista francfortés destacó por sus estudios lumínicos del paisaje, con interés por las luces de amanecer y atardecer, así como la iluminación nocturna y los efectos atmosféricos como nieblas y brumas. Su luz era extraña e intensa, con un aspecto de esmalte típico de la pintura alemana, en una tradición que va desde Lukas Moser hasta Albrecht Altdorfer.
El primer propietario de este cuadro fue Hendrik Goudt, discípulo y mecenas de Elsheimer, quien lo publicó en forma de grabado en Utrecht en 1613, fecha en que aparece por primera vez con el título de La Aurora.

## Descripción
Esta obra presenta un paisaje boscoso al amanecer, en el que aparece una masa vegetal de color oscuro en el lado izquierdo, que va descendiendo hacia la derecha. En la esquina inferior izquierda aparece una solitaria figura, probablemente un pastor. En el costado derecho el paisaje se abre hacia el horizonte y se vislumbra una construcción en la esquina inferior derecha. La parte superior del cuadro la ocupa un cielo surcado de algunas nubes, en el que aparecen las primeras luces del alba, cuya mayor luminosidad se encuentra en la parte central del cuadro, sobre el horizonte montañoso, y se va degradando hacia arriba, con un tono azul más oscuro. La arquitectura de la esquina inferior derecha se ha identificado tradicionalmente con la Villa de Mecenas. Algunos historiadores han planteado la posibilidad de que la escena represente el mito de Acis y Galatea, pero no existe ninguna referencia que lo corrobore.
La representación del alba no era todavía muy usual en tiempos de Elsheimer: hasta el siglo XVII el alba apenas aparecía en pequeños trozos de paisaje, generalmente tras una puerta o una ventana, pero nunca se utilizaba para iluminar el primer plano. La luz del alba generalmente tiene efectos esfumados, por lo que hasta la aparición de la perspectiva aérea leonardesca no era muy utilizada. Sin embargo, tras Elsheimer y otros artistas como Claudio de Lorena o Salvator Rosa, el alba empezó a ser un tema artístico de interés para los pintores. En su Diccionario de las Bellas Artes del Diseño (1797), Francesco Milizia afirma que «la aurora colorea dulcemente la extremidad de los cuerpos, comienza a disipar las tinieblas de la noche y el aire preñado aún de vapores deja los objetos vacilantes... Pero el sol aún no ha aparecido, por lo tanto las sombras no pueden ser muy sensibles. Todos los cuerpos deben participar de la frescura del aire y quedar en una especie de media-tinta. [...] El fondo del cielo quiere ser de un azul oscuro... para que se destaque mejor la bóveda celeste y aparezca el origen de luz: allí el cielo se coloreará de un encarnado bermejo desde una cierta altura con bandas alternativamente doradas y plateadas, que disminuirán de vivacidad a medida que se alejan del sitio de donde sale la luz». Para Milizia, la luz del amanecer era la más idónea para la representación de paisajes.